# Estación de Sucy - Bonneuil
La estación de Sucy - Bonneuil es una estación ferroviaria francesa del municipio de Sucy-en-Brie, en el departamento de Valle del Marne, en región Isla de Francia.
Es una estación de la RATP, servida por los trenes de la línea A del RER.
En 2015, el uso anual se estima por la RATP en 2 149 877 viajeros.

## Intermodalidad
Por la estación pasan las líneas 1, 2, 3, 4, 5, 6, 10 y 103 de la cobertura de autobús SITUS, las líneas 104, 308 y 393 de la cobertura de autobús RATP y la línea N32 del servicio de autobús de noche Noctilien.

## Galería de fotografías

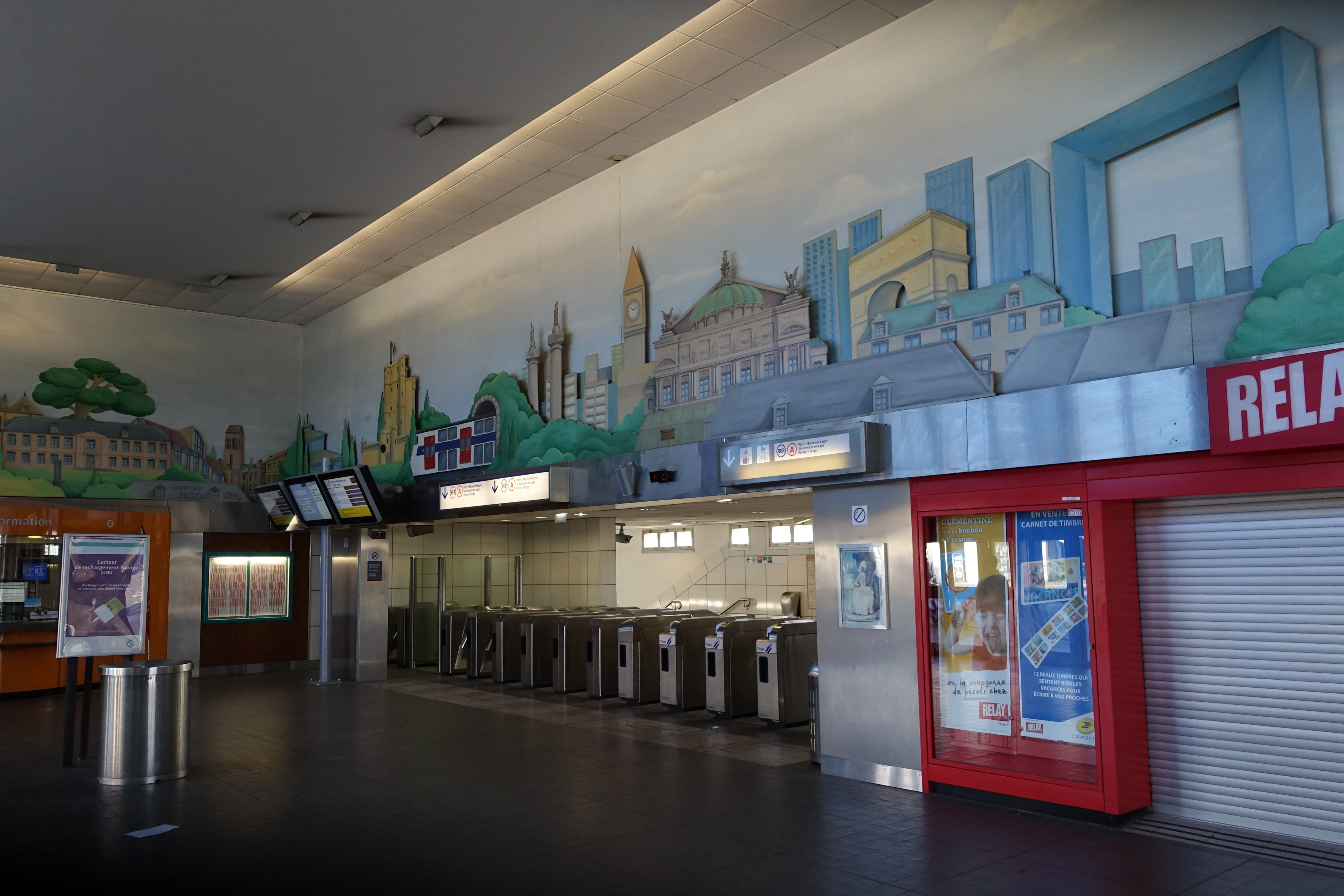
Hall de la estación.
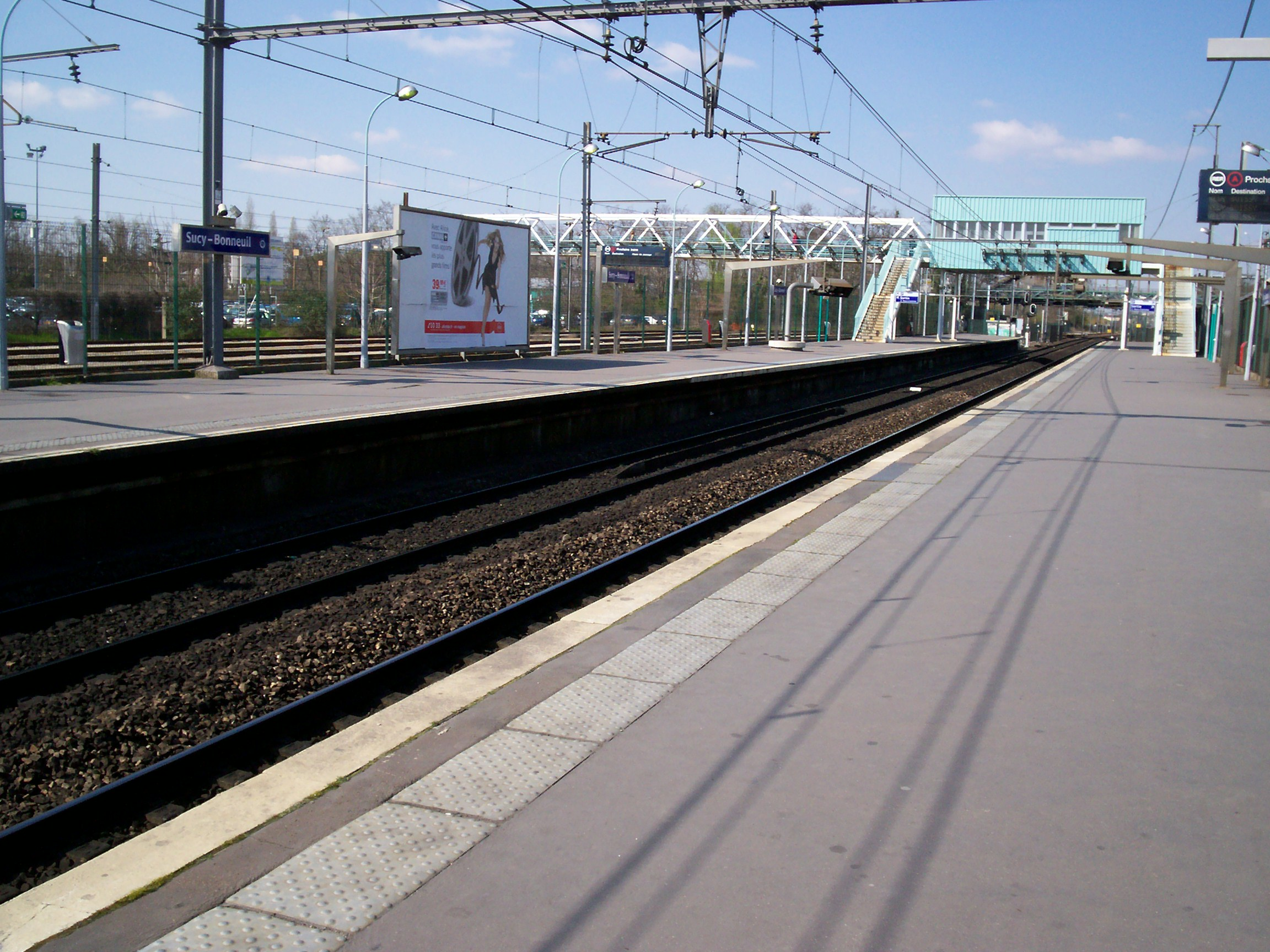
Los andenes, al fondo la pasarela.
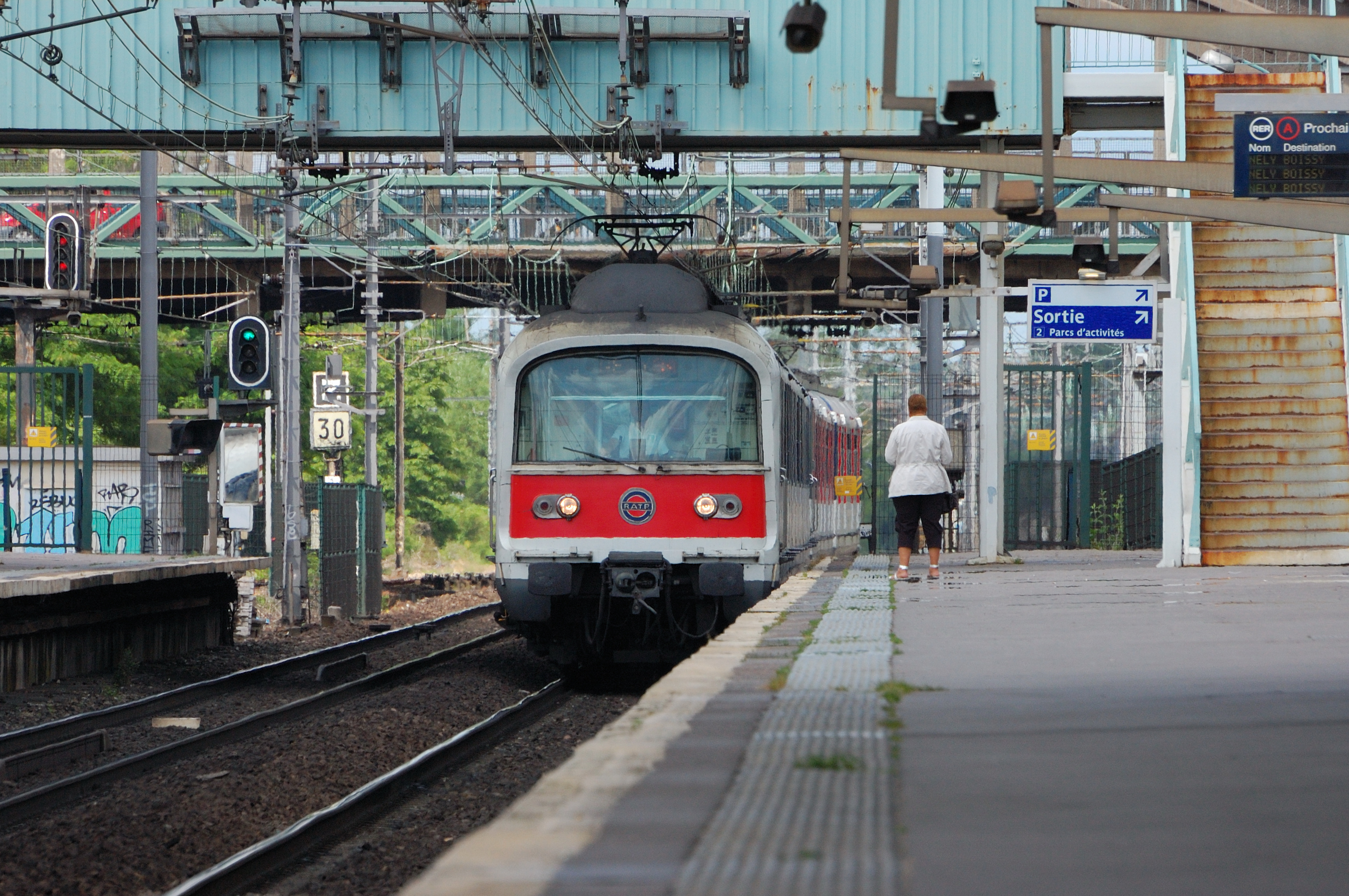
Desserte por un MS 61 en 2009.
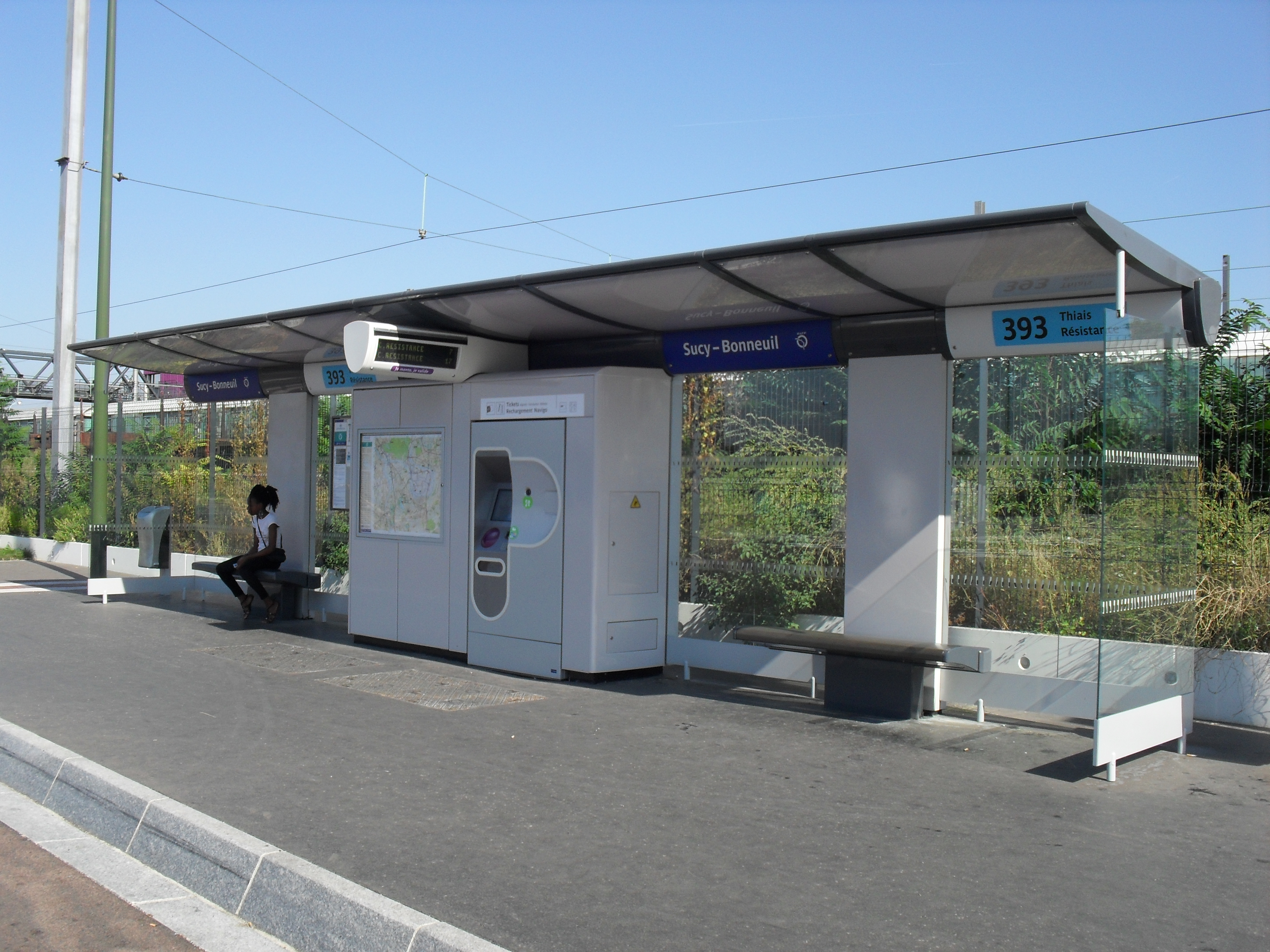
La parada de salida de la línea RATP 393.